# Piotr Zajárov-Chechénets
Piotr Zajárovich Zajárov-Chechénets (en ruso: Пётр Захарович Захаров-Чеченец; 1816-1846) fue un pintor ruso de origen checheno. Se cree que fue el único pintor profesional de origen checheno del siglo XIX.

## Biografía
En 1819, durante la guerra del Cáucaso, las tropas rusas encontraron a una mujer muerta y a un bebé de tres años herido moribundo en el aúl Checheno de Dady-Yurt . El comandante en jefe del ejército ruso Alekséi Petróvich Yermólov ordenó a los médicos militares que hicieran todo lo posible para salvar al bebé a pesar de las opimiones de los médicos que decían que era imposible. Contra todo pronóstico, el bebé sobrevivió. Fue dado al cosaco Zajar Nedonosov para que lo criara. Por el nombre de este cosaco, el bebé obtuvo su apellido y su patronímico. Más tarde, Piotr añadió la palabra Chechénets a su apellido para mostrar su identidad étnica. 
A la edad de siete años, Piotr fue adoptado por el general mayor Piotr Yermolov, comandante de un regimiento georgiano de granaderos y primo de Aleksey Petrovich Yermolov.  A Piotr Yermolov le gustaba mucho Zajárov y, a pesar de tener siete hijos propios, lo trató como a su propio hijo.  
El niño mostró talento en la pintura y Piotr Yermolov intentó enviarlo a la Academia Imperial de las Artes en San Petersburgo, pero el presidente de la Academia, Aleksey Olenin, no le admitió aduciendo que un niño de 10 años era demasiado joven para estudiar en la Academia y recomendó que la familia contratase a un maestro privado. Entonces, el niño recibió lecciones del retratista Lev Volkov. 
Finalmente, a la edad de 17 años, Zajárov ingresó en la Academia. Se graduó en 1835 con un diploma de Artista Libre y fue recomendado para que optara a una beca para estudiar arte en Italia. El viaje podría haberle sido útil tanto para su crecimiento artístico como para su salud, que había comenzado a mostrar signos de tuberculosis. Sin embargo, su nombre fue retirado de la lista para la beca por el emperador Nicolás I de Rusia, quien insistió en que las minorías nacionales (inorodtsi) no debían beneficiarse de las becas de la Academia. Otra desgracia le persiguió cuando el primer maestro que había tenido, Lev Volkov, se negó a permitir que su hija se casara con él a pesar de que los jóvenes estaban enamorados. En cambio, Volkov la envió con unos familiares al Cáucaso con la orden de que se casara a allí para detener el asunto.  
Zajárov se convirtió pronto en uno de los retratistas de moda. Sus clientes incluían a la hija favorita de Nicolás I, la Gran Duquesa María Nikolayevna y su futuro esposo Maximiliano, duque de Leuchtenberg. En 1837, fue admitido en el servicio estatal como artista en el Departamento Militar. En 1842, su Retrato de Alekséi Petróvich Yermólov le sirvió para convertirse en miembro de la Academia de las Artes.  
El 14 de enero de 1846, Zajárov se casó, pero su felicidad fue corta. El 13 de junio de 1846, su esposa murió de tuberculosis. Zajárov murió de la misma enfermedad unos meses después.  
Muchas obras de Zajárov-Chechénets se conservan en la Galería Tretyakov y en el Museo Ruso. El Museo de Arte de la capital de Chechenia, Grozni, también solía tener muchas de sus obras, incluyendo su Autorretrato y el Retrato de I.F. Ladygenski . En 1995, durante la Primera Guerra Chechena, el Museo de Grozni sufrió graves daños y las pinturas quedaron prácticamente destruidas. Desde 1995, están siendo restauradas en el Centro de Restauración de Grabar en Moscú .  

## Trabajos

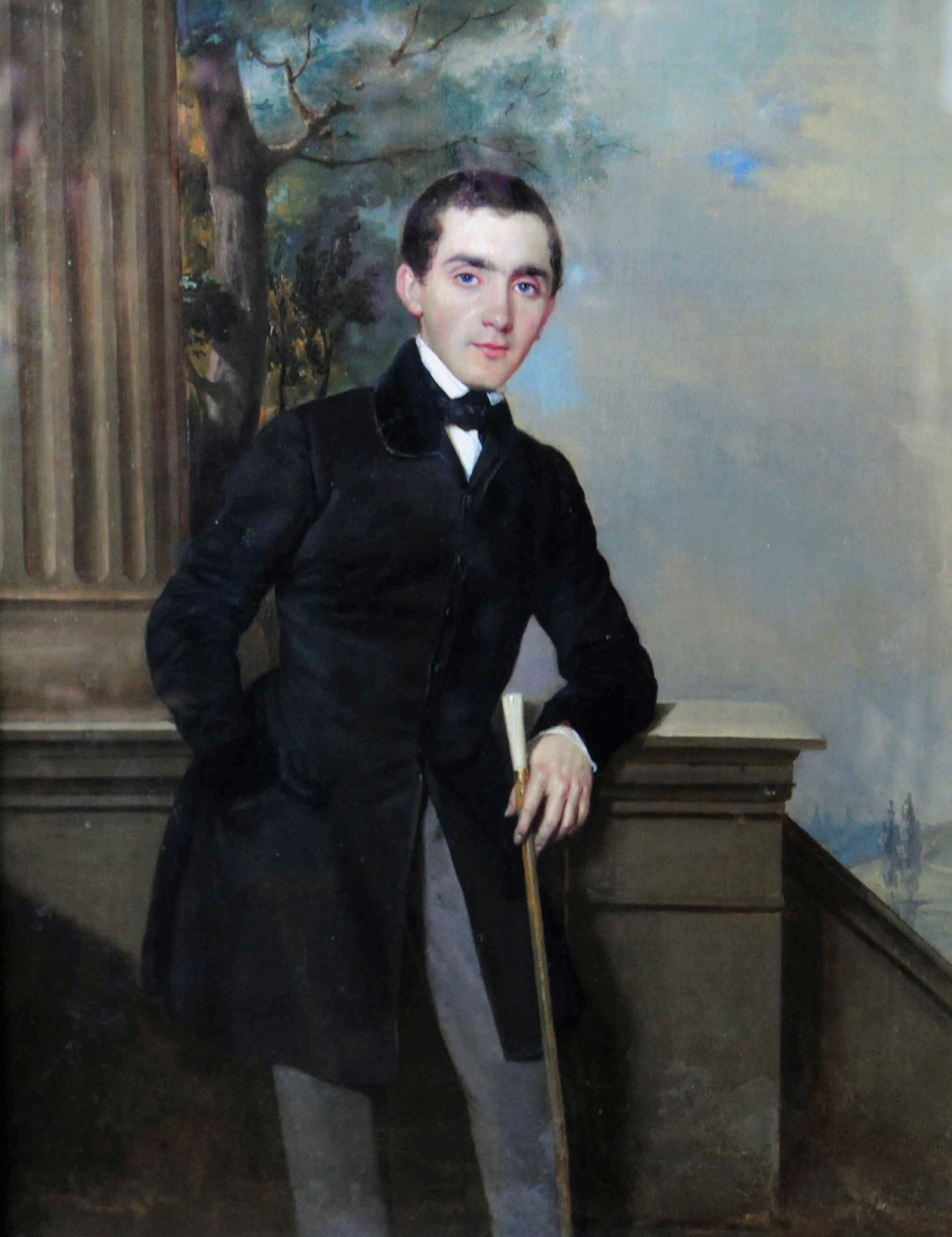
Autorretrato de joven
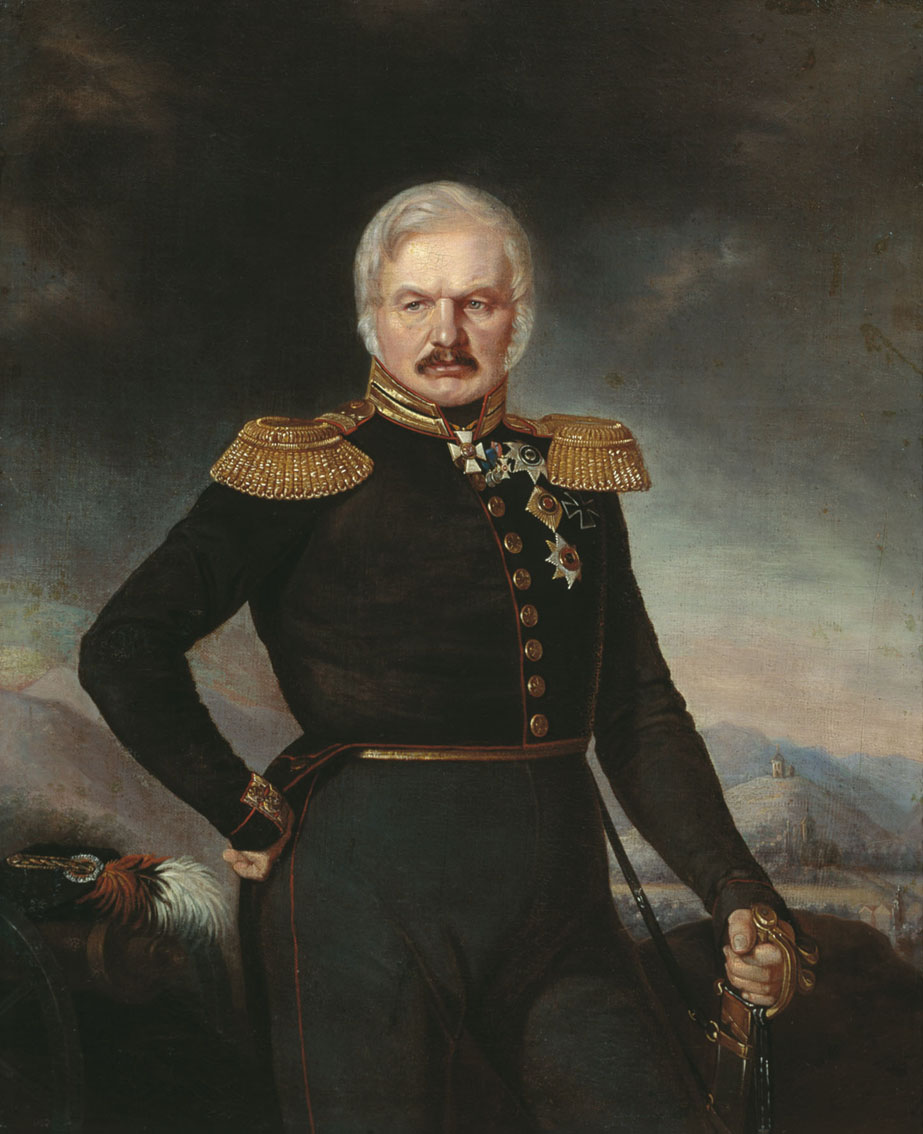
Retrato de Alekséi Petróvich Yermólov, 1842
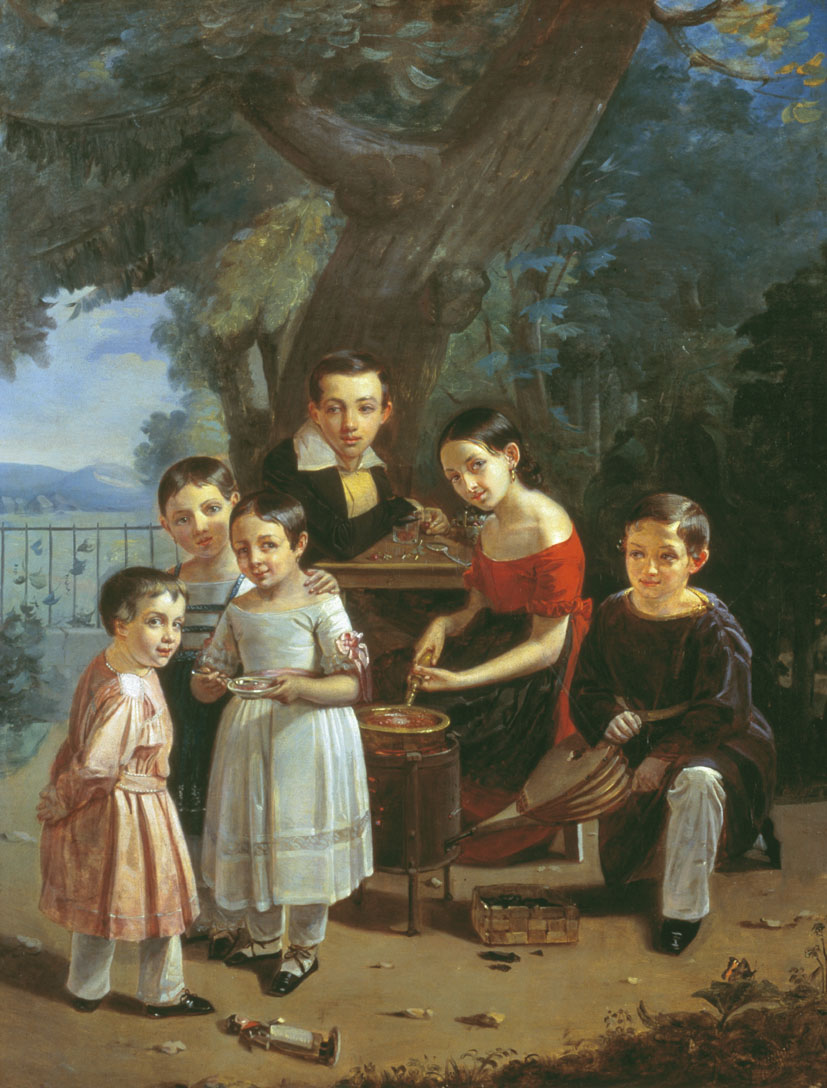
Hijos de Piotr Yermólov, 1839
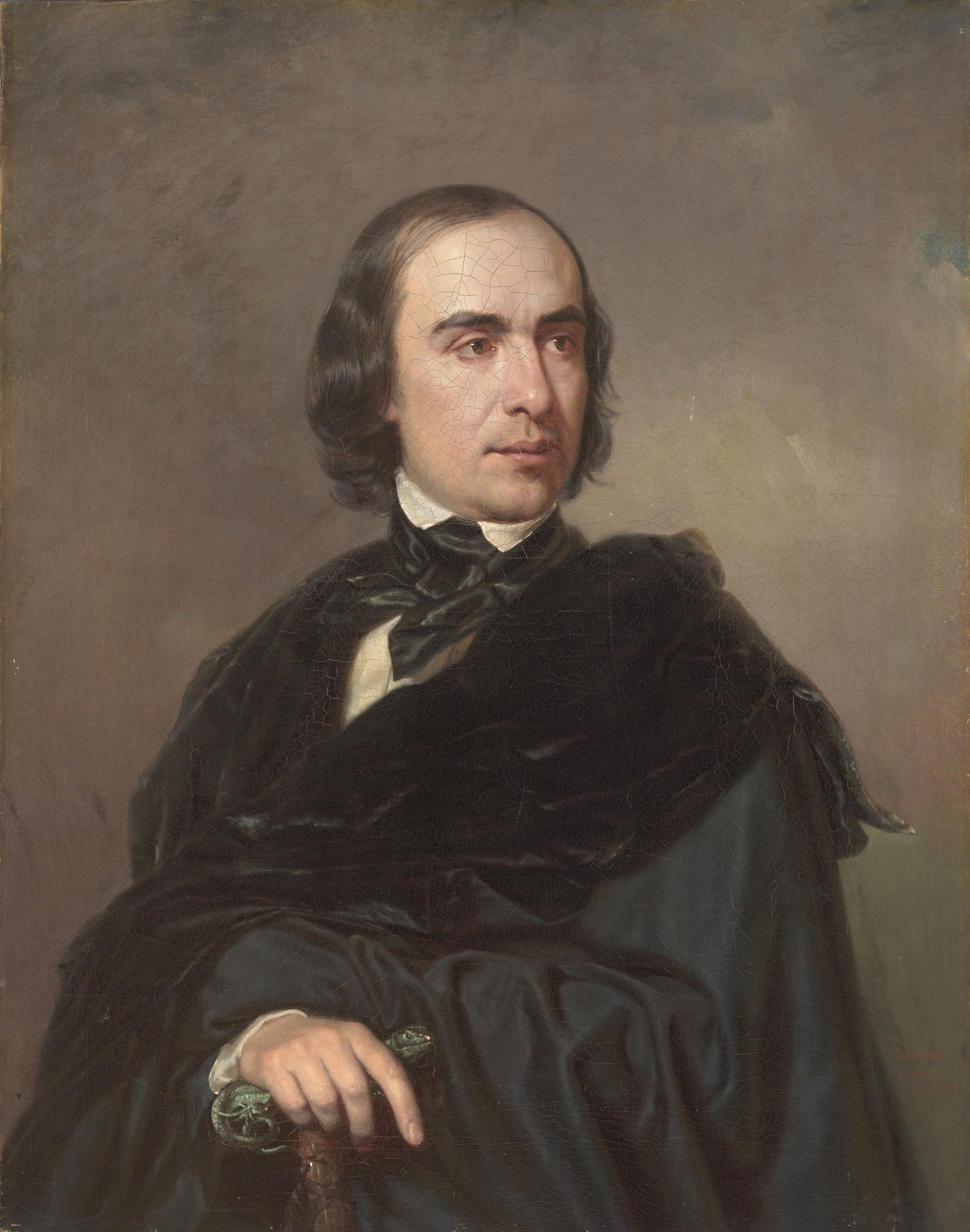
Retrato del historiador Timoféi Granovski, 1845

## Memoria
- Piotr Zajárov está representado en el bosquejo de Michael Scotty "Los Nerses armenios y el Zajárov checheno" (1836).[4]
- Zajárov está representado en la pintura del pintor paisajista Grígori Chernetsov "Desfile del 6 de octubre de 1831 en San Petersburgo". La lista de personas que debían representarse en la imagen fue aprobada personalmente por el emperador Nicolás I. En la lista de personajes publicada posteriormente entre los espectadores, Zajárov apareció bajo el número 204.[5]
- En 2016, la escuela de arte infantil Grozni Nº 2 recibió el nombre de Piotr Zajárov.[6]
- El 5 de octubre de 2017 en Grozni se abrió un parque que lleva el nombre de Piotr Zajárov.[7]